# Miss Universo 1978
Miss Universo 1978 foi a 27.ª edição do concurso Miss Universo, realizada em 24 de julho de 1978 no Centro de Convenções de Acapulco, em Acapulco, no México. Candidatas de 75 países e territórios competiram pelo título. No final do evento, a Miss Universo 1977, Janelle Commissiong, de Trinidad e Tobago, coroou a sul-africana Margaret Gardiner como sua sucessora.
Realizada pela primeira vez no México, no Centro de Convenções de Acapulco, esta edição foi a primeira a contar com votos eletrônicos dos jurados através de computadores, com as notas aparecendo diretamente na tela da televisão. O ator Mário Moreno, o Cantinflas, foi o mais popular nome deste corpo de jurados, que contou com a atriz Ursula Andress e a Miss Universo 1953, Christiane Martel, homenageada por Janelle Commissiong, a Miss Universo reinante, com um troféu de prata em comemoração aos 25 anos de sua coroação como Miss Universo.

## Evento
Iniciado com uma saudação gravada de Commissiong, sobre um espetacular pôr do sol sobre a baía de Acapulco, a transmissão foi aberta com a Parada das Nações, com as candidatas em seus trajes típicos. Após o desfile em trajes de banho, o Top 12 foi revelado, e entre elas estavam África do Sul, Estados Unidos, Chile, Suécia, Holanda, Bélgica, Espanha e Miss Irlanda.
Depois do anúncio do Top 5, África do Sul, Espanha, Estados Unidos, Colômbia e Suécia, as candidatas responderam as perguntas feitas pelo apresentador Bob Barker, e Margaret Gardiner foi então anunciada como vencedora, a primeira sul-africana  num dos mais improváveis momentos da história do concurso. Gardiner, representante de um país então oficialmente racista, foi coroada por Commissiong, de Trinidad e Tobago, eleita no ano anterior como a primeira Miss Universo negra.

## Resultados
| Colocação          | Candidata |
| ------------------ | --- |
| Miss Universo 1978 | - África do Sul — Margaret Gardiner |
| 2.ª colocada       | - Estados Unidos — Judi Lois Anderson |
| 3.ª colocada       | - Espanha — Guillermina Ruiz |
| 4.ª colocada       | - Colômbia — Shirley Sáenz |
| 5.ª colocada       | - Suécia — Cecilia Rohde |
| Top 12             | - Bélgica — Françoise Moens - Chile — Marianne Müller - Países Baixos — Karin Gustafsson - Irlanda — Lorraine Enriquez - Israel — Dorith Jellinek - México — Alba Lavat - Peru — Olga Burga |

### Prêmios especiais

#### Miss Simpatia
- Vencedora:  Trinidad e Tobago — Sophia Titus.

#### Miss Fotogenia
- Vencedora:  Costa Rica — Maribel García.

#### Melhor Traje Típico
- Vencedora:  Índia — Alamjeet Kaur.

#### Miss Imprensa
- Vendedora:  Aruba — Margarita Tromp.

## Jurados
- Christiane Martel – Miss Universo 1953[3]
- Cantinflas – ator e comediante mexicano
- Miloš Forman – diretor de cinema tcheco
- Ursula Andress – atriz suiça
- Melba Moore – cantora
- Roberto Cavalli – estilista italiano
- Anna Moffo – cantora de ópera
- Dewi Sukarno – socialite e ex-primeira dama da Indonésia
- David Merrick - produtor teatral
- Line Renaud – atriz e cantora francesa
- Wilhelmina Cooper – socialite americana

## Candidatas
Em negrito, a candidata eleita Miss Universo 1978. Em itálico, as semifinalistas.
| - África do Sul - Margaret Gardiner (1°) - Alemanha - Eva Gottschalk - Argentina - Delia Muzol - Aruba - Margarita Tromp (MI) - Austrália - Beverly Pinder - Áustria - Doris Anwander - Bahamas - Dulcie Mullings - Barbados - Judy Miller - Bélgica - Françoise Moens (SF) - Belize - Christina Ysaguirre - Bermudas - Madeline Joell - Bolívia - Raquel Kuikunaga - Bonaire - Corinne Hernandez - Brasil - Suzana Araújo dos Santos - Canadá - Andrea Eng - Chile - Marianne Prieto (SF) - Cingapura - Annie Lee - Colômbia - Shirley Starnes (4°) - Coreia do Sul - Sohn Jungeun - Costa Rica - Maribel García (MF) - Curaçao - Solange de Castro - Dinamarca - Anita Heske - El Salvador - Iris Castro - Equador - Mabel Sangster - Escócia - Angela Macleod - Espanha - Gullermina Doménech (3°) - Estados Unidos - Judi Anderson (2°) - Filipinas - Jennifer Cortes - Finlândia - Seija Paakkola - França - Brigitte Konjovic - Grécia - Marieta Kountouraki - Guam - Mary Sampson - Guatemala - Claudia Iriarte - Holanda - Karen Gustafsson (SF) - Honduras - Olimpia Medina - Hong Kong - Winnie Chan Man-Yuk - Ilhas Virgens - Barbara Henderson - Índia - Alamjeet Chauhan (TT) | - Inglaterra - Beverly Isherwood - Irlanda - Lorraine Enriquez (SF) - Islândia - Anna Edwards - Israel - Dorith Jellinek (SF) - Itália - Andreina Mazzotti - Japão - Hisako Manda - Lesoto - Joan Khoali - Líbano - Reine Semaan - Malásia - Yasmin Yussuf (3° TT) - Malta - Pauline Farrugia - Marianas Setentrionais - Julias Concepcion - Marrocos - Majida Tazi - México - Alba Lavat (SF) - Nicarágua - Claudia Cortés - Noruega - Jeanette Aarum - Nova Zelândia - Jane Simmonds - Novas Hébridas - Christine Spooner - País de Gales - Elizabeth Jones - Panamá - Diana Vergara - Papua-Nova Guiné - Angelyn Takana - Paraguai - Rosa Melgarejo - Peru - Olga Zumarán Tapullima (SF) - Porto Rico - Ada Perkins - República Dominicana - Raquel Jaar - Reunião - Evelyn Pongerard - Samoa Americana - Palepa Tauiliili - São Vicente - Gailene Collin - Sri Lanka - Dilrukshi Wimalasoonya - Suécia - Cecilia Rohde (5°) - Suíça - Sylvia Vonarx - Suriname - Garance Rustwlik - Tailândia - Pornpit Sakornvijit - Taiti - Pascaline Teriireoo - Trinidad e Tobago - Sophia Titus (MS) - Turquia - Billur Bingol - Uruguai - María del Carmen da Rosa - Venezuela - Marisol Marcano |

- Não competiram a antigüense Nadine Defraites, a granadina Margaret Prudome, a guadalupense Mlue Debor, a representante da Martinica Catherine Marlin e a mauriciana Maria Ingrid Desmarais.